# Kherson
Kherson (ukrainsk: Херсон, tr. Kherson; russisk: Херсон, tr. Kherson) er en by i det sydlige Ukraine. I 2021 havde byen en estimeret befolkning på 283.649 indbyggere. Den er hovedby i Kherson oblast (region).
Kherson er placeret i det frugtbare, kornproducerende steppeområde i det sydlige Ukraine. Den ligger ved floden Dnepr ca. 30 km fra udmundingen i Sortehavet og er en vigtig havneby, der huser flere skibsværfter og olieraffinaderi. Havnen er vigtig både for skibsfarten på Dnepr og på Sortehavet; desuden er byen et jernbaneknudepunkt.
Byen blev grundlagt af fyrst Grigorij Potjomkin i 1778. Den var indtil Ukraines uafhængighed i 1991 en vigtig base for den russiske og senere den sovjetiske Sortehavsflåde.
Som følge af Ruslands invasion af Ukraine i 2022 var byen besat af Rusland fra marts til november 2022.

## Navn
Som den første nye bygrundlæggelse i kejserinde Katarina den Store og hendes favorit fyrst Grigorij Potjomkins "Græske Projekt" blev byen opkaldt efter den gamle græske koloni Chersonesos (oldgræsk: Χερσόνησος, tr. Chersonēsos; i betydningen halvø), som ligger ved nutidens by Sebastopol på halvøen Krim.

## Historie

### Grundlæggelse
Frem til 1774 hørte området, hvor Kherson ligger i dag, til Krim-khanatet. Før 1737 viser ældre kort en bebyggelse med navnet Bilschowscei på stedet for den nuværende by.
På stedet opførtes under Den russisk-tyrkiske krig 1735–1739 i 1737–1739 et mindre russisk fort eller skanse med navnet "Sankt Alexander", der blev udbygget omkring 30 år senere. Fortet fungerede også som et af de administrative centre i Zaporizja Sitsj.
Efter den russiske erobring af området i 1774 blev byen Kherson grundlagt den 18. juni 1778 efter ordre fra kejserinde Katarina den Store på forslag af den russiske generalguvernør for guvernementet Novorossija, fyrst Grigorij Potjomkin. Byen blev grundlagt på floden Dneprs højre og højtliggende flodbred som et russisk støttepunkt på den nye russiske Sortehavskyst.
Byen blev opført efter en byplan, hvor gader, pladser og bygninger var arrangeret i et skakternet mønster. Opførelsen af byen blev gennemført hurtigt ved hjælp af en kombination af værnepligtige flådefolk, lønarbejdere, soldater, krigsfanger og livegne. I 1783 blev det første skib i den russiske sortehavsflåde søsat i Kherson. Efter Potjomkins død i 1791 blev han begravet i Sankt Katarina-katedralen i Kherson.

### Under Det Russiske Kejserrige
I 1784 blev Kherson hovedby i sin egen ujezd og i 1803 hovedby i sit eget guvernement. I 1800-tallet var Kherson en vigtig base for Det Russiske Kejserriges Sortehavsflåde, og i hele århundredet voksede befolkningen på grund af tilstedeværelsen af flådebasen, havnen og dens skibsværfter. Fra 1850'erne udviklede industriproduktionen i byen sig også, begyndende med bryggerier, garverier og anden forarbejdning af fødevarer og landbrugsprodukter. I anden halvdel af 1800-tallet udviklede Kherson sig også til et kulturelt center, og med tiden kom en række erhvervsskoler og forskningsinstitutioner til.
I det 19. århundrede, hvor de tsaristiske regeringer stort set forbød jøder at bo øst for Dnepr-floden, lå Kherson i området vest for Dnepr, hvor jøder lovligt fik lov til at opholde sig, det såkaldte jødiske bosættelsesområde. Både byen og den omgivende region var gentagne gange skueplads for pogromer.
I 1897 havde byen et befolkningstal på 59.076, hvoraf 47% på grundlag af deres modersmål blev registreret som storrussere, 29% som jøder og 20% som ukrainere. Under revolutionen i 1905 fandt der som mange steder i Det Russiske Kejserrige arbejderstrejker og et militærmytteri sted i byen.

### Den sovjetiske periode
Under Den Russiske Borgerkrig i årene 1917–1920, der fulgt i kølvandet på Den Russiske Revolution, blev byen på skift besat af ukrainske, bolsjevikiske, franske, hvide og polske tropper, indtil kampene endte med at bolsjevikkernes Den Røde Hær etablerede sin magt over byen i februar 1920. I 1922 blev byen og regionen formelt en del af Sovjetunionen som del af den Ukrainske SSR.
Befolkningstallet faldt radikalt fra 75.000 til 41.000 som følge af hungersnøden 1921-23, men steg derefter støt og nåede 97.200 i 1939.
Under Anden Verdenskrig var Kherson besat af Nazi-Tyskland fra august 1941 til marts 1944. Besættelsen medførte yderligere ødelæggelser og befolkningstab.
Årtierne efter krigen bød på en betydelig industriel vækst, hvor befolkningstallet blev mere end fordoblet og nåede 261.000 i 1970. Udviklingen trak arbejdskraft til byen fra de omgivende landområder, hvad der ændrede byens etniske befolkningssammensætning. Den ukrainske befolkningsandel blev øget fra 36% i 1926 til 63% i 1959, mens den russiske andel reduceredes fra 36% til 29%. Den jødiske befolkning kom sig aldrig efter Holocaust; hvor den i 1926 havde udgjort 26% af indbyggerne, var den faldet til kun 6% i 1959.

### Som del af det selvstændige Ukraine
Ved Sovjetunionens opløsning i 1991 blev Kherson en del af den uafhængige stat Ukraine. Ved folkeafstemningen om Ukraines uafhængighed den 1. december 1991 stemte 90,1% af vælgerne i Kherson oblast for Ukraines uafhængighed (med en stemmeprocent på 83.4%). Med Sovjetunionens sammenbrud kom Khersons virksomheder i en erhvervsmæssig krise, og i løbet af de følgende tre årtier faldt befolkningstallet i både byen og den omgivende region.

### Den russisk-ukrainske krig
|  | Dette afsnit beskriver en aktuel begivenhed Informationerne kan blive ændret hurtigt, som begivenheden skrider frem. |

Kherson blev i marts 2022 besat af Rusland som følge af Ruslands invasion af Ukraine. Under besættelsen i 2022 meddelte russiske embedsmænd, at Grigorij Potjomkins jordiske rester blev taget fra hans grav i Sankt Katarina-katedralen i Kherson og transporteret til Rusland. Byen blev generobret af Ukrainske styrker den 11. november 2022, efter de russiske styrker trak sig ud af byen.

## Geografi
Kherson ligger i et primært fladt terræn i det frugtbare, kornproducerende steppeområde i det sydlige Ukraine. Byen ligger i Sortehavslavlandet, der som en del af den større Østeuropæiske Slette gradvist skråner ned mod Sortehavet og det Azovske Hav. Havnebyen Mykolajiv ligger 60 km nordvest for Kherson, mens halvøen Krim begynder knap 100 km sydøst for byen.
Kherson ligger på højre bred af floden Dnepr ved begyndelsen af flodmundingens delta ca. 30 km fra Dnepr-Buh flodmundingen og Sortehavet.

## Administration
Kherson er hovedby i Kherson oblast, en af Ukraines 24 oblaster (regioner). Den er også administrativt centrum i Kherson rajon (distrikt), som blev udvidet ved den administrative reform i Ukraine i 2020. Byens nuværende borgmester er Ihor Viktorovytj Kolykhajev.

## Demografi

### Befolkningsudvikling
| 1897   | 1923   | 1926   | 1939   | 1959    | 1970    | 1979    | 1989    | 2001    | 2010    | 2019    | 2021    | 2023   |
| ------ | ------ | ------ | ------ | ------- | ------- | ------- | ------- | ------- | ------- | ------- | ------- | ------ |
| 59.076 | 41.086 | 57.376 | 96.987 | 157.995 | 260.687 | 318.908 | 355.379 | 328.360 | 304.613 | 289.096 | 283.649 | 40.000 |

### Befolkningssammensætning
Khersons befolkning består af 76,6% ukrainere og 20,0% russere.[kilde mangler]

## Transport og infrastruktur
Havnen er vigtig både for skibsfarten på Dnepr og på Sortehavet; desuden er byen et vigtigt jernbaneknudepunkt. Kherson Internationale Lufthavn ligger i den nordvestlige udkant af byen.

## Berømte personer fra byen
- Lev Trotskij (1879–1940), russisk revolutionær, politisk tænker og politiker, blev født i landsbyen Bereslavka nær Kherson.
- Vladimir Baranov-Rossiné (1888–1944), ukrainsk maler, avantgardekunstner og opfinder, blev født i Kherson.
- Moshe Sharett (1894–1965), israelsk politiker der var Israels 2. premierminister fra 1953 til 1955, blev født i Kherson.
- Sergej Stanisjev (født 1966), bulgarsk politiker der var Bulgariens 49. premierminister fra 2005 til 2009, blev født i Kherson.